# Hollandia az 1984. évi nyári olimpiai játékokon
Hollandia az egyesült államokbeli Los Angelesben megrendezett 1984. évi nyári olimpiai játékok egyik részt vevő nemzete volt. Az országot az olimpián 15 sportágban 136 sportoló képviselte, akik összesen 13 érmet szereztek.

## Érmesek
| Érem  | Versenyző | Sportág    | Versenyszám              |
| ----- | --- | ---------- | ------------------------ |
| Arany | Ria Stalman | Atlétika   | Női diszkoszvetés        |
| Arany | Nemzeti válogatott Det de Beus Alette Pos Margriet Zegers Laurien Willemse Marjolein Bolhuis-Eijsvogel Fieke Boekhorst Carina Benninga Sandra Le Poole Elsemieke Hillen Marieke van Doorn Sophie von Weiler Aletta van Manen Irene Hendriks Lisette Sevens Martine Ohr Anneloes Nieuwenhuizen | Gyeplabda  | Női                      |
| Arany | Jolanda de Rover | Úszás      | Női 200 m hát            |
| Arany | Petra van Staveren | Úszás      | Női 100 m mell           |
| Arany | Stephan van den Berg | Vitorlázás | Férfi szörfvitorlázás    |
| Ezüst | Greet Hellemans Nicolette Hellemans | Evezés     | Női kétpárevezős         |
| Ezüst | Annemarie Verstappen Elles Voskes Desi Reijers Conny van Bentum Wilma van Velsen | Úszás      | Női 4 × 100 m gyorsváltó |
| Bronz | Nicolette Hellemans Lynda Cornet Harriet van Ettekoven Greet Hellemans Marieke van Drogenbroek Anne-Marie Quist Catalien Neelissen Wiljon Vaandrager Marty Laurijsen | Evezés     | Női nyolcas              |
| Bronz | Annemiek Derckx | Kajak-kenu | Női kajak egyes 500 m    |
| Bronz | Arnold Vanderlijde | Ökölvívás  | Nehézsúly                |
| Bronz | Annemarie Verstappen | Úszás      | Női 100 m gyors          |
| Bronz | Annemarie Verstappen | Úszás      | Női 200 m gyors          |
| Bronz | Jolanda de Rover | Úszás      | Női 100 m hát            |

## Atlétika
Férfi
| Versenyző      | Versenyszám    | Előfutam | Előfutam | Előfutam | Elődöntő | Elődöntő | Elődöntő | Döntő         | Döntő         |
| Versenyző      | Versenyszám    | Idő      | Hely.    | Össz.    | Idő      | Hely.    | Össz.    | Idő           | Helyezés      |
| -------------- | -------------- | -------- | -------- | -------- | -------- | -------- | -------- | ------------- | ------------- |
| Stijn Jaspers  | 5000 m         | 13:58,51 | 8.       | 33.      | kiesett  | kiesett  | kiesett  | kiesett       | kiesett       |
| Cor Vriend     | Maraton        |          |          |          |          |          |          | 2:21:08       | 39.           |
| Gerard Nijboer | Maraton        |          |          |          |          |          |          | nem ért célba | nem ért célba |
| Cor Lambregts  | Maraton        |          |          |          |          |          |          | nem ért célba | nem ért célba |
| Hans Koeleman  | 3000 m akadály | 8:31,34  | 4.       | 17.      | 8:32,29  | 10.      | 20.      | kiesett       | kiesett       |

| Versenyző     | Versenyszám   | Selejtező                   | Selejtező | Döntő    | Döntő    |
| Versenyző     | Versenyszám   | Eredmény                    | Helyezés  | Eredmény | Helyezés |
| ------------- | ------------- | --------------------------- | --------- | -------- | -------- |
| Erik de Bruin | Súlylökés     | 19,28 m                     | 10.       | 19,65 m  | 8.       |
| Erik de Bruin | Diszkoszvetés | 61,56 (holtverseny) 61,06 m | 7.        | 62,32 m  | 9.       |

Női
| Versenyző       | Versenyszám | Előfutam | Előfutam | Előfutam | Negyeddöntő | Negyeddöntő | Negyeddöntő | Elődöntő | Elődöntő | Elődöntő | Döntő   | Döntő    |
| Versenyző       | Versenyszám | Idő      | Hely.    | Össz.    | Idő         | Hely.       | Össz.       | Idő      | Hely.    | Össz.    | Idő     | Helyezés |
| --------------- | ----------- | -------- | -------- | -------- | ----------- | ----------- | ----------- | -------- | -------- | -------- | ------- | -------- |
| Els Vader       | 100 m       | 11,43    | 3.       | 11.*     | 11,56       | 5.          | 13.*        | kiesett  | kiesett  | kiesett  | kiesett | kiesett  |
| Els Vader       | 200 m       | 23,65    | 2.       | 16.      | 23,31       | 3.          | 15.         | 23,43    | 7.       | 15.      | kiesett | kiesett  |
| Elly van Hulst  | 800 m       | 2:03,38  | 3.       | 8.       |             |             |             | 2:03,25  | 5.       | 12.      | kiesett | kiesett  |
| Elly van Hulst  | 1500 m      | 4:10,69  | 6.       | 12.      |             |             |             |          |          |          | 4:11,58 | 12.      |
| Carla Beurskens | Maraton     |          |          |          |             |             |             |          |          |          | 2:37:51 | 22.      |
| Olga Commandeur | 400 m gát   | 56,67    | 1.       | 4.       |             |             |             | 57,01    | 6.       | 13.      | kiesett | kiesett  |

| Versenyző   | Versenyszám   | Selejtező | Selejtező | Döntő    | Döntő    |
| Versenyző   | Versenyszám   | Eredmény  | Helyezés  | Eredmény | Helyezés |
| ----------- | ------------- | --------- | --------- | -------- | -------- |
| Ria Stalman | Diszkoszvetés | 58,28 m   | 1.        | 65,36 m  |          |

| Versenyző      | Versenyszám | 100 m gát | 100 m gát | Magasugrás | Magasugrás | Súlylökés | Súlylökés | 200 m | 200 m | Távolugrás | Távolugrás | Gerelyhajítás | Gerelyhajítás | 800 m   | 800 m | Végeredmény | Végeredmény |
| Versenyző      | Versenyszám | Idő       | Pont      | Eredmény   | Pont       | Eredmény  | Pont      | Idő   | Pont  | Eredmény   | Pont       | Eredmény      | Pont          | Idő     | Pont  | Pont        | Helyezés    |
| -------------- | ----------- | --------- | --------- | ---------- | ---------- | --------- | --------- | ----- | ----- | ---------- | ---------- | ------------- | ------------- | ------- | ----- | ----------- | ----------- |
| Tineke Hidding | Hétpróba    | 13,70     | 905       | 174 cm     | 974        | 13,48 m   | 808       | 24,12 | 926   | 635 cm     | 982        | 33,94 m       | 668           | 2:12,84 | 884   | 6147        | 7.          |
| Marjon Wijnsma | Hétpróba    | 13,93     | 875       | 183 cm     | 1059       | 12,57 m   | 754       | 24,91 | 854   | 606 cm     | 919        | 34,12 m       | 671           | 2:12,91 | 883   | 6015        | 11.         |

* - egy másik versenyzővel azonos eredményt ért el

## Cselgáncs
| Versenyző     | Versenyszám | Csoport | Selejtező                 | 32-es főtábla             | Nyolcaddöntő                | Negyeddöntő              | Elődöntő          | Vigaszág nyolcaddöntő | Vigaszág negyeddöntő    | Vigaszág elődöntő      | Bronz- mérkőzés   | Döntő             | Helyezés |
| Versenyző     | Versenyszám | Csoport | Ellenfél Eredmény         | Ellenfél Eredmény         | Ellenfél Eredmény           | Ellenfél Eredmény        | Ellenfél Eredmény | Ellenfél Eredmény     | Ellenfél Eredmény       | Ellenfél Eredmény      | Ellenfél Eredmény | Ellenfél Eredmény | Helyezés |
| ------------- | ----------- | ------- | ------------------------- | ------------------------- | --------------------------- | ------------------------ | ----------------- | --------------------- | ----------------------- | ---------------------- | ----------------- | ----------------- | -------- |
| Rob Henneveld | Váltósúly   | A       | Jaime Casanova (DOM) · GY | Neil Adams (GBR) · V      |                             |                          |                   |                       | Brett Barron (USA) · GY | Michel Nowak (FRA) · V | kiesett           |                   | 7.       |
| Ben Spijkers  | Középsúly   | B       |                           | Gilbert Gustin (BEL) · GY | Hamza Doublali (MAR) · GY   | Wálter Carmona (BRA) · V | kiesett           |                       |                         |                        |                   |                   | 10.      |
| Willy Wilhelm | Nehézsúly   | B       |                           |                           | Radomir Kovačević (YUG) · V | kiesett                  | kiesett           |                       |                         |                        |                   |                   | 11.      |

## Evezés
Férfi
| Versenyző                                              | Versenyszám              | Előfutam | Előfutam | Vigaszág | Vigaszág | Elődöntő | Elődöntő | Döntő   | Döntő   | Döntő   | Helyezés    |
| Versenyző                                              | Versenyszám              | Idő      | Hely.    | Idő      | Hely.    | Idő      | Hely.    | Típus   | Idő     | Hely.   | Helyezés    |
| ------------------------------------------------------ | ------------------------ | -------- | -------- | -------- | -------- | -------- | -------- | ------- | ------- | ------- | ----------- |
| Herman van den Eerenbeemt                              | Egypárevezős             | 7:57,90  | 5.       | 7:34,28  | 4.       | kiesett  | kiesett  | kiesett | kiesett | kiesett | helyezetlen |
| Sjoerd Hoekstra Joost Adema                            | Kormányos nélküli kettes | 7:01,47  | 3.       | erőnyerő | erőnyerő | 7:04,61  | 5.       | B       | 7:02,62 | 1.      | 7.          |
| Steven van Groningen Nico Rienks Frans Göbel Mark Emke | Négypárevezős            | 6:08,50  | 3.       | 6:09,53  | 3.       |          |          | B       | 6:12,41 | 3.      | 9.          |

Női
| Versenyző | Versenyszám              | Előfutam | Előfutam | Vigaszág | Vigaszág | Elődöntő | Elődöntő | Döntő | Döntő   | Döntő | Helyezés |
| Versenyző | Versenyszám              | Idő      | Hely.    | Idő      | Hely.    | Idő      | Hely.    | Típus | Idő     | Hely. | Helyezés |
| --- | ------------------------ | -------- | -------- | -------- | -------- | -------- | -------- | ----- | ------- | ----- | -------- |
| Jos Compaan | Egypárevezős             | 3:54,70  | 3.       | 3:59,29  | 3.       | 4:06,39  | 6.       | B     | 3:52,80 | 2.    | 8.       |
| Greet Hellemans Nicolette Hellemans | Kétpárevezős             | 3:28,67  | 3.       | 3:27,51  | 1.       |          |          | A     | 3:29,13 | 2.    |          |
| Harriet van Ettekoven Lynda Cornet | Kormányos nélküli kettes |          |          |          |          |          |          | A     | 3:44,01 | 4.    | 4.       |
| Marieke van Drogenbroek Anne-Marie Quist Catalien Neelissen Wiljon Vaandrager Marty Laurijsen                                                                        | Kormányos négyes         | 3:24,98  | 2.       | 3:24,62  | 1.       |          |          | A     | 3:23,97 | 5.    | 5.       |
| Nicolette Hellemans Lynda Cornet Harriet van Ettekoven Greet Hellemans Marieke van Drogenbroek Anne-Marie Quist Catalien Neelissen Wiljon Vaandrager Marty Laurijsen | Nyolcas                  |          |          |          |          |          |          | A     | 3:02,92 | 3.    |          |

## Gyeplabda

### Férfi
| Holland férfi gyeplabdacsapat-játékoskeret                                                                                                | Holland férfi gyeplabdacsapat-játékoskeret                                                                                   |
| --- | --- |
| - Pierre Hermans - Arno den Hartog - Cees Jan Diepeveen - Eric Pierik - Theo Doyer - Tom van 't Hek - Peter van Asbeck - Ewout van Asbeck | - Hans Kruize - Ties Kruize - Ron Steens - Hidde Kruize - Lex Bos - Roderik Bouwman - René Klaassen - Maarten van Grimbergen |

#### Eredmények
Csoportkör
B csoport
| Csapat               | M | Gy | D | V | G+ | G– | Gk  | P |
| -------------------- | - | -- | - | - | -- | -- | --- | - |
| Nagy-Britannia (GBR) | 5 | 4  | 1 | 0 | 10 | 5  | +5  | 9 |
| Pakisztán (PAK)      | 5 | 2  | 3 | 0 | 16 | 7  | +9  | 7 |
| Hollandia (NED)      | 5 | 3  | 1 | 1 | 16 | 9  | +7  | 7 |
| Új-Zéland (NZL)      | 5 | 1  | 2 | 2 | 10 | 10 | 0   | 4 |
| Kenya (KEN)          | 5 | 1  | 0 | 4 | 5  | 14 | –9  | 2 |
| Kanada (CAN)         | 5 | 0  | 1 | 4 | 7  | 19 | –12 | 1 |

| 1984. július 30. 13:45 | Hollandia (NED) | 4–1 | Kanada (CAN) |  |
| 1984. július 30. 13:45 | (2–1)           |     |              |  |

| 1984. augusztus 1. 8:00 | Hollandia (NED) | 3–1 | Új-Zéland (NZL) |  |
| 1984. augusztus 1. 8:00 | (1–0)           |     |                 |  |

| 1984. augusztus 3. 15:30 | Hollandia (NED) | 3–3 | Pakisztán (PAK) |  |
| 1984. augusztus 3. 15:30 | (2–1)           |     |                 |  |

| 1984. augusztus 5. 13:45 | Nagy-Britannia (GBR) | 4–3 | Hollandia (NED) |  |
| 1984. augusztus 5. 13:45 | (2–0)                |     |                 |  |

| 1984. augusztus 7. 17:15 | Hollandia (NED) | 3–0 | Kenya (KEN) |  |
| 1984. augusztus 7. 17:15 | (0–0)           |     |             |  |

Az 5–8. helyért
| 1984. augusztus 9. 9:45 | Spanyolország (ESP) | 0–0 (h. u.) | Hollandia (NED) |  |
| 1984. augusztus 9. 9:45 |                     |             |                 |  |
| 1984. augusztus 9. 9:45 | Büntetőpárbaj:      |             |                 |  |
| 1984. augusztus 9. 9:45 | 4–10                |             |                 |  |

Az 5. helyért
| 1984. augusztus 11. 11:00 | India (IND) | 5–2 | Hollandia (NED) |  |
| 1984. augusztus 11. 11:00 | (2–2)       |     |                 |  |

| Csapat          | Helyezés |
| --------------- | -------- |
| Hollandia (NED) | 6.       |

### Női
| Holland női gyeplabdacsapat-játékoskeret | Holland női gyeplabdacsapat-játékoskeret |
| --- | --- |
| - Det de Beus - Alette Pos - Margriet Zegers - Laurien Willemse - Marjolein Bolhuis-Eijsvogel - Fieke Boekhorst - Carina Benninga - Sandra Le Poole | - Elsemieke Hillen - Marieke van Doorn - Sophie von Weiler - Aletta van Manen - Irene Hendriks - Lisette Sevens - Martine Ohr - Anneloes Nieuwenhuizen |

#### Eredmények
Csoportkör
| 1984. július 31. 14:30 | Hollandia (NED) | 2–1 | Új-Zéland (NZL) |  |
| 1984. július 31. 14:30 | (1–0)           |     |                 |  |

| 1984. augusztus 3. 8:00 | Hollandia (NED) | 2–1 | Egyesült Államok (USA) |  |
| 1984. augusztus 3. 8:00 | (1–0)           |     |                        |  |

| 1984. augusztus 5. 9:45 | Hollandia (NED) | 6–2 | NSZK (FRG) |  |
| 1984. augusztus 5. 9:45 | (3–2)           |     |            |  |

| 1984. augusztus 7. 9:45 | Hollandia (NED) | 2–2 | Kanada (CAN) |  |
| 1984. augusztus 7. 9:45 | (0–1)           |     |              |  |

| 1984. augusztus 10. 16:45 | Hollandia (NED) | 2–0 | Ausztrália (AUS) |  |
| 1984. augusztus 10. 16:45 | (0–0)           |     |                  |  |

Végeredmény
| Helyezés | Csapat                 | M | Gy | D | V | G+ | G– | Gk  | P |
| --- | ---------------------- | - | -- | - | - | -- | -- | --- | - |
| Arany | Hollandia (NED)        | 5 | 4  | 1 | 0 | 14 | 6  | +8  | 9 |
| Ezüst | NSZK (FRG)             | 5 | 2  | 2 | 1 | 9  | 9  | 0   | 6 |
| Bronz | Egyesült Államok (USA) | 5 | 2  | 1 | 2 | 9  | 7  | +2  | 5 |
| 4. | Ausztrália (AUS)       | 5 | 2  | 1 | 2 | 9  | 7  | +2  | 5 |
| A bronzéremről az Egyesült Államok és Ausztrália között egy külön büntetőpárbaj döntött, melyet az Egyesült Államok nyert meg 10–5-re. |                        |   |    |   |   |    |    |     |   |
| 5. | Kanada (CAN)           | 5 | 2  | 1 | 2 | 9  | 11 | –2  | 5 |
| 6. | Új-Zéland (NZL)        | 5 | 0  | 0 | 5 | 2  | 12 | –10 | 0 |

| Csapat          | Helyezés |
| --------------- | -------- |
| Hollandia (NED) |          |

## Íjászat
| Versenyző             | Versenyszám  | 1. forduló | 1. forduló | 2. forduló | 2. forduló | Összesítés                                | Összesítés |
| Versenyző             | Versenyszám  | Pont       | Hely.      | Pont       | Hely.      | Pont                                      | Helyezés   |
| --------------------- | ------------ | ---------- | ---------- | ---------- | ---------- | ----------------------------------------- | ---------- |
| Tiny Reniers          | Férfi egyéni | 1247       | 11.        | 1239       | 18.        | 2486, holtverseny (288 nyíl, 89 db 10-es) | 13.        |
| Carry van Gool-Floris | Női egyéni   | 1211       | 27.        | 1211       | 23.        | 2422                                      | 23.        |

## Kajak-kenu
Férfi
| Versenyző                    | Versenyszám         | Előfutam | Előfutam | Előfutam | Vigaszág | Vigaszág | Vigaszág | Elődöntő | Elődöntő | Elődöntő | Döntő   | Döntő    |
| Versenyző                    | Versenyszám         | Idő      | Hely.    | Össz.    | Idő      | Hely.    | Össz.    | Idő      | Hely.    | Össz.    | Idő     | Helyezés |
| ---------------------------- | ------------------- | -------- | -------- | -------- | -------- | -------- | -------- | -------- | -------- | -------- | ------- | -------- |
| Gert Jan Lebbink Ron Stevens | Kajak kettes 500 m  | 1:38,29  | 3.       | 9.       | erőnyerő | erőnyerő | erőnyerő | 1:42,08  | 5.       | 15.      | kiesett | kiesett  |
| Gert Jan Lebbink Ron Stevens | Kajak kettes 1000 m | 3:34,04  | 2.       | 10.      | erőnyerő | erőnyerő | erőnyerő | 3:36,36  | 5.       | 14.      | kiesett | kiesett  |

Női
| Versenyző       | Versenyszám       | Előfutam | Előfutam | Előfutam | Vigaszág | Vigaszág | Vigaszág | Döntő   | Döntő    |
| Versenyző       | Versenyszám       | Idő      | Hely.    | Össz.    | Idő      | Hely.    | Össz.    | Idő     | Helyezés |
| --------------- | ----------------- | -------- | -------- | -------- | -------- | -------- | -------- | ------- | -------- |
| Annemiek Derckx | Kajak egyes 500 m | 2:04,75  | 3.       | 4.       | erőnyerő | erőnyerő | erőnyerő | 2:00,11 |          |

## Kerékpározás

### Országúti kerékpározás
Férfi
| Versenyző                                            | Versenyszám     | Idő              | Helyezés      |
| ---------------------------------------------------- | --------------- | ---------------- | ------------- |
| Jean Paul van Poppel                                 | Mezőnyverseny   | 5:22:17 (+22:20) | 44.           |
| Hans Daams                                           | Mezőnyverseny   | nem ért célba    | nem ért célba |
| Twan Poels                                           | Mezőnyverseny   | nem ért célba    | nem ért célba |
| Nico Verhoeven                                       | Mezőnyverseny   | nem ért célba    | nem ért célba |
| Jos Alberts Erik Breukink Maarten Ducrot Gert Jakobs | Csapat időfutam | 2:02:57 (+4:29)  | 4.            |

Női
| Versenyző                | Versenyszám   | Idő              | Helyezés |
| ------------------------ | ------------- | ---------------- | -------- |
| Leontine van der Lienden | Mezőnyverseny | 2:22:03 (+10:49) | 28.      |
| Henny Top                | Mezőnyverseny | 2:29:26 (+18:12) | 37.      |
| Thea van Rijnsoever      | Mezőnyverseny | 2:29:26 (+18:12) | 39.      |

### Pálya-kerékpározás
Üldözőversenyek
| Versenyző                                                | Versenyszám  | Selejtező | Selejtező | Nyolcaddöntő                   | Nyolcaddöntő | Negyeddöntő                | Negyeddöntő | Elődöntő     | Elődöntő  | Döntő        | Döntő     | Helyezés |
| Versenyző                                                | Versenyszám  | Idő       | Hely.     | Ellenfél Idő                   | Saját idő    | Ellenfél Idő               | Saját idő   | Ellenfél Idő | Saját idő | Ellenfél Idő | Saját idő | Helyezés |
| -------------------------------------------------------- | ------------ | --------- | --------- | ------------------------------ | ------------ | -------------------------- | ----------- | ------------ | --------- | ------------ | --------- | -------- |
| Jelle Nijdam                                             | Férfi egyéni | 4:51,77   | 10.       | Roberto Calovi (ITA) · 4:50,11 | 4:46,78      | Dean Woods (AUS) · 4:48,04 | 4:52,98     | kiesett      | kiesett   | kiesett      | kiesett   | 6.       |
| Ralf Elshof Rik Moorman Jelle Nijdam Marco van der Hulst | Férfi csapat | 4:33,45   | 10.       |                                |              | kiesett                    | kiesett     | kiesett      | kiesett   | kiesett      | kiesett   | kiesett  |

Pontverseny
| Név             | Versenyszám | Selejtező | Selejtező  | Selejtező | Döntő | Döntő      | Döntő    |
| Név             | Versenyszám | Pont      | Körhátrány | Hely.     | Pont  | Körhátrány | Helyezés |
| --------------- | ----------- | --------- | ---------- | --------- | ----- | ---------- | -------- |
| Derk van Egmond | Férfi       | 15        | –1         | 11.       | 56    | –2         | 8.       |

## Lovaglás
Díjlovaglás
| Versenyző                                                   | Ló           | Versenyszám | Selejtező | Selejtező | Döntő   | Döntő    |
| Versenyző                                                   | Ló           | Versenyszám | Pont      | Hely.     | Pont    | Helyezés |
| ----------------------------------------------------------- | ------------ | ----------- | --------- | --------- | ------- | -------- |
| Annemarie Sanders-Keijzer                                   | Amon 5       | Egyéni      | 1591      | 5.        | 1271    | 8.       |
| Tineke Bartels-de Vries                                     | Duco         | Egyéni      | 1539      | 13.       | kiesett | kiesett  |
| Jo Rutten                                                   | Ampere       | Egyéni      | 1456      | 28.       | kiesett | kiesett  |
| Annemarie Sanders-Keijzer Tineke Bartels-de Vries Jo Rutten | lásd fentebb | Csapat      |           |           | 4586    | 4.       |

## Műugrás
Női
| Versenyző        | Versenyszám    | Selejtező | Selejtező | Döntő  | Döntő    |
| Versenyző        | Versenyszám    | Pont      | Helyezés  | Pont   | Helyezés |
| ---------------- | -------------- | --------- | --------- | ------ | -------- |
| Daphne Jongejans | Egyéni műugrás | 487,95    | 4.        | 437,40 | 10.      |

## Ökölvívás
RSC – a mérkőzésvezető megállította a mérkőzést
| Versenyző           | Versenyszám | 32-es főtábla            | Nyolcaddöntő                | Negyeddöntő                        | Elődöntő                 | Döntő             | Helyezés |
| Versenyző           | Versenyszám | Ellenfél Eredmény        | Ellenfél Eredmény           | Ellenfél Eredmény                  | Ellenfél Eredmény        | Ellenfél Eredmény | Helyezés |
| ------------------- | ----------- | ------------------------ | --------------------------- | ---------------------------------- | ------------------------ | ----------------- | -------- |
| Pedro van Raamsdonk | Középsúly   | Augustus Oga (KEN) · 4:1 | Noè Cruciani (ITA) · 5:0    | Arístides González (PUR) · 1:4     | kiesett                  | kiesett           | 5.       |
| Arnold Vanderlijde  | Nehézsúly   | erőnyerő                 | Egerton Forster (SLE) · 4:1 | Georgios Stefanopoulos (GRE) · 5:0 | Willie deWit (CAN) · 2:3 | kiesett           |          |

## Sportlövészet
Férfi
| Versenyző        | Versenyszám           | Pont | Helyezés |
| ---------------- | --------------------- | ---- | -------- |
| Herbert Memelink | Légpuska              | 570  | 33.      |
| Jack Achilles    | Sportpuska, fekvő     | 588  | 30.      |
| Jack Achilles    | Sportpuska, összetett | 1120 | 37.      |

Nyílt
| Versenyző     | Versenyszám | Pont | Helyezés |
| ------------- | ----------- | ---- | -------- |
| John Pierik   | Skeet       | 194  | 4.       |
| Eric Swinkels | Skeet       | 193  | 10.      |

## Szinkronúszás
| Versenyző                      | Versenyszám | Selejtező           | Selejtező           | Selejtező       | Selejtező  | Selejtező  | Döntő           | Döntő      | Döntő      |
| Versenyző                      | Versenyszám | Technikai gyakorlat | Technikai gyakorlat | Zenés gyakorlat | Összesítés | Összesítés | Zenés gyakorlat | Összesítés | Összesítés |
| Versenyző                      | Versenyszám | Pont                | Hely.               | Pont            | Pont       | Hely.      | Pont            | Pont       | Helyezés   |
| ------------------------------ | ----------- | ------------------- | ------------------- | --------------- | ---------- | ---------- | --------------- | ---------- | ---------- |
| Marijke Engelen                | Egyéni      | 89,232              | 12.                 | 91,80           | 181,032    | 4.         | 93,40           | 182,632    | 4.         |
| Catrien Eijken                 | Egyéni      | 84,883              | 22.                 | kiesett         | kiesett    | kiesett    | kiesett         | kiesett    | kiesett    |
| Marjolein Philipsen            | Egyéni      | 84,867              | 23.                 | kiesett         | kiesett    | kiesett    | kiesett         | kiesett    | kiesett    |
| Catrien Eijken Marijke Engelen | Páros       | 87,058              | 6.                  | 91,00           | 178,058    | 6.         | 92,00           | 179,058    | 6.         |

## Úszás
Férfi
| Versenyző                                              | Versenyszám          | Előfutam | Előfutam | Előfutam | Döntő   | Döntő   | Döntő   | Helyezés |
| Versenyző                                              | Versenyszám          | Idő      | Hely.    | Össz.    | Típus   | Idő     | Hely.   | Helyezés |
| ------------------------------------------------------ | -------------------- | -------- | -------- | -------- | ------- | ------- | ------- | -------- |
| Hans Kroes                                             | 100 m gyors          | 51,19    | 1.       | 9.*      | B       | 51,64   | 5.*     | 13.*     |
| Hans Kroes                                             | 100 m hát            | 57,48    | 2.       | 5.       | A       | 58,07   | 8.      | 8.       |
| Hans Kroes                                             | 200 m gyors          | 1:52,37  | 2.       | 15.      | B       | 1:52,36 | 3.      | 11.      |
| Frank Drost                                            | 200 m gyors          | 1:51,32  | 2.       | 6.       | A       | 1:51,62 | 6.      | 6.       |
| Frank Drost                                            | 200 m pillangó       | 2:01,18  | 2.       | 13.      | B       | 2:01,23 | 2.      | 10.      |
| Gérard de Kort                                         | 200 m pillangó       | 2:00,83  | 2.       | 12.      | B       | 2:01,30 | 5.      | 13.      |
| Gérard de Kort                                         | 100 m pillangó       | 56,55    | 4.       | 25.*     | kiesett | kiesett | kiesett | kiesett  |
| Cees Vervoorn                                          | 100 m pillangó       | 55,46    | 3.       | 12.*     | B       | 55,75   | 6.      | 14.      |
| Edsard Schlingemann                                    | 200 m vegyes         | 2:08,27  | 3.       | 18.      | kiesett | kiesett | kiesett | kiesett  |
| Edsard Schlingemann                                    | 100 m gyors          | 51,33    | 2.       | 13.      | B       | 51,74   | 7.      | 15.      |
| Edsard Schlingemann Peter Drost Frank Drost Hans Kroes | 4 × 100 m gyorsváltó | 3:27,60  | 4.       | 11.      | kiesett | kiesett | kiesett | kiesett  |
| Hans Kroes Peter Drost Edsard Schlingemann Frank Drost | 4 × 200 m gyorsváltó | 7:29,14  | 5.       | 8.       | A       | 7:26,72 | 7.      | 7.       |

Női
| Versenyző                                                                        | Versenyszám            | Előfutam                     | Előfutam | Előfutam | Döntő   | Döntő   | Döntő   | Helyezés |
| Versenyző                                                                        | Versenyszám            | Idő                          | Hely.    | Össz.    | Típus   | Idő     | Hely.   | Helyezés |
| -------------------------------------------------------------------------------- | ---------------------- | ---------------------------- | -------- | -------- | ------- | ------- | ------- | -------- |
| Annemarie Verstappen                                                             | 100 m gyors            | 56,11                        | 1.       | 22.      | A       | 56,08   | 3.      |          |
| Annemarie Verstappen                                                             | 200 m gyors            | 2:01,61                      | 1.       | 6.       | A       | 1:59,69 | 3.      |          |
| Annemarie Verstappen                                                             | 100 m pillangó         | 1:01,50                      | 2.       | 3.       | A       | 1:01,56 | 4.      | 4.       |
| Conny van Bentum                                                                 | 100 m pillangó         | 1:02,01                      | 1.       | 6.       | A       | 1:01,94 | 7.      | 7.       |
| Conny van Bentum                                                                 | 100 m gyors            | 56,94                        | 2.       | 26.      | A       | 56,43   | 4.      | 4.       |
| Conny van Bentum                                                                 | 200 m gyors            | 2:01,52                      | 1.       | 5.       | A       | 2:00,59 | 5.      | 5.       |
| Conny van Bentum                                                                 | 200 m pillangó         | 2:13,74 (szétúszás: 2:13,60) | 2.       | 8.*      | A       | 2:17,39 | 8.      | 8.       |
| Jolande van der Meer                                                             | 400 m gyors            | 4:16,65                      | 3.       | 7.       | A       | 4:16,05 | 6.      | 6.       |
| Jolande van der Meer                                                             | 800 m gyors            | 8:46,58                      | 3.       | 8.       | A       | 8:42,86 | 6.      | 6.       |
| Jolanda de Rover                                                                 | 200 m hát              | 2:13,50                      | 1.       | 1.       | A       | 2:12,38 | 1.      |          |
| Jolanda de Rover                                                                 | 100 m hát              | 1:02,94                      | 1.       | 2.*      | A       | 1:02,91 | 3.      |          |
| Brigitte van der Lans                                                            | 100 m hát              | 1:04,57 (szétúszás: 1:04,82) | 2.       | 9.       | B       | 1:04,75 | 4.      | 12.      |
| Brigitte van der Lans                                                            | 200 m hát              | 2:20,63                      | 5.       | 17.      | kiesett | kiesett | kiesett | kiesett  |
| Petra van Staveren                                                               | 200 m mell             | 2:37,20                      | 5.       | 13.      | B       | 2:36,32 | 2.      | 10.      |
| Petra van Staveren                                                               | 100 m mell             | 1:11,18                      | 1.       | 2.       | A       | 1:09,88 | 1.      |          |
| Petra Hillenius                                                                  | 100 m mell             | 1:14,09                      | 5.       | 19.      | kiesett | kiesett | kiesett | kiesett  |
| Petra Hillenius                                                                  | 200 m mell             | 2:41,57                      | 7.       | 18.      | kiesett | kiesett | kiesett | kiesett  |
| Annemarie Verstappen Elles Voskes Desi Reijers Conny van Bentum Wilma van Velsen | 4 × 100 m gyorsváltó   | 3:47,65                      | 2.       | 3.       | A       | 3:44,40 | 2.      |          |
| Jolanda de Rover Petra van Staveren Annemarie Verstappen Desi Reijers            | 4 × 100 m vegyes váltó | kizárták                     | kizárták | kizárták | kiesett | kiesett | kiesett | kiesett  |

* - egy másik versenyzővel azonos eredményt ért el

## Vitorlázás
Férfi
| Versenyző            | Versenyszám     | Futam | Futam | Futam | Futam  | Futam | Futam | Futam | Pontszám | Helyezés |
| Versenyző            | Versenyszám     | 1     | 2     | 3     | 4      | 5     | 6     | 7     | Pontszám | Helyezés |
| -------------------- | --------------- | ----- | ----- | ----- | ------ | ----- | ----- | ----- | -------- | -------- |
| Stephan van den Berg | Szörfvitorlázás | 8,0   | 3,0   | 0,0   | (17,0) | 8,0   | 3,0   | 5,7   | 27,7     |          |

Nyílt
| Versenyző                                  | Versenyszám    | Futam  | Futam  | Futam | Futam   | Futam | Futam | Futam | Pontszám | Helyezés |
| Versenyző                                  | Versenyszám    | 1      | 2      | 3     | 4       | 5     | 6     | 7     | Pontszám | Helyezés |
| ------------------------------------------ | -------------- | ------ | ------ | ----- | ------- | ----- | ----- | ----- | -------- | -------- |
| Mark Neeleman                              | Finn dingi     | 15,0   | 15,0   | 13,0  | (35,0*) | 16,0  | 17,0  | 5,7   | 81,7     | 9.       |
| Guido Alkemade John Stavenuiter            | 470-es osztály | 11,7   | (25,0) | 3,0   | 5,7     | 18,0  | 20,0  | 17,0  | 75,4     | 9.       |
| Boudewijn Binkhorst Willem van Walt Meijer | Csillaghajó    | (26,0) | 13,0   | 19,0  | 0,0     | 3,0   | 26,0  | 15,0  | 76,0     | 8.       |
| Willy van Bladel Huub Lambriex             | Tornádó        | (27,0) | 13,0   | 17,0  | 10,0    | 16,0  | 27,0  | 3,0   | 86,0     | 11.      |

* - kizárták

## Vízilabda
| Holland férfi vízilabdacsapat-játékoskeret                                                                         | Holland férfi vízilabdacsapat-játékoskeret                                                       |
| --- | ------------------------------------------------------------------------------------------------ |
| - Wouly de Bie - Nico Landeweerd - Eric Noordegraaf - Ed van Es - Ton Buunk - Dick Nieuwenhuizen - Stan van Belkum | - Aad van Mil - Johan Aantjes - Anton Heiden - Remco Pielstroom - Roald van Noort - Ruud Misdorp |

### Eredmények
Csoportkör
A csoport
| Csapat            | M | Gy | D | V | G+ | G– | Gk  | P |
| ----------------- | - | -- | - | - | -- | -- | --- | - |
| Jugoszlávia (YUG) | 3 | 3  | 0 | 0 | 34 | 16 | +18 | 6 |
| Hollandia (NED)   | 3 | 2  | 0 | 1 | 25 | 26 | –1  | 4 |
| Kína (CHN)        | 3 | 1  | 0 | 2 | 21 | 27 | –6  | 2 |
| Kanada (CAN)      | 3 | 0  | 0 | 3 | 18 | 29 | –11 | 0 |

| 1984. augusztus 1. 08:30 | Kína (CHN)           | 8–10 | Hollandia (NED) |  |
| 1984. augusztus 1. 08:30 | (3–2, 2–2, 1–2, 2–4) |      |                 |  |
| 1984. augusztus 1. 08:30 |                      |      |                 |  |

| 1984. augusztus 2. 19:30 | Hollandia (NED)      | 10–9 | Kanada (CAN) |  |
| 1984. augusztus 2. 19:30 | (3–5, 3–1, 1–2, 3–1) |      |              |  |
| 1984. augusztus 2. 19:30 |                      |      |              |  |

| 1984. augusztus 3. 13:30 | Hollandia (NED)      | 5–9 | Jugoszlávia (YUG) |  |
| 1984. augusztus 3. 13:30 | (1–4, 1–2, 2–1, 1–2) |     |                   |  |
| 1984. augusztus 3. 13:30 |                      |     |                   |  |

Döntő csoportkör
| Csapat                 | M | Gy | D | V | G+ | G– | Gk  | P |
| ---------------------- | - | -- | - | - | -- | -- | --- | - |
| Jugoszlávia (YUG)      | 5 | 4  | 1 | 0 | 47 | 33 | +14 | 9 |
| Egyesült Államok (USA) | 5 | 4  | 1 | 0 | 43 | 34 | +9  | 9 |
| NSZK (FRG)             | 5 | 2  | 1 | 2 | 49 | 34 | +15 | 5 |
| Spanyolország (ESP)    | 5 | 2  | 0 | 3 | 42 | 46 | –4  | 4 |
| Ausztrália (AUS)       | 5 | 1  | 1 | 3 | 37 | 48 | –11 | 3 |
| Hollandia (NED)        | 5 | 0  | 0 | 5 | 25 | 48 | –23 | 0 |

| 1984. augusztus 6. 13:30 | Egyesült Államok (USA) | 8–7 | Hollandia (NED) |  |
| 1984. augusztus 6. 13:30 | (2–2, 3–2, 3–2, 0–1)   |     |                 |  |
| 1984. augusztus 6. 13:30 |                        |     |                 |  |

| 1984. augusztus 7. 19:30 | Spanyolország (ESP)  | 8–4 | Hollandia (NED) |  |
| 1984. augusztus 7. 19:30 | (2–1, 2–1, 2–2, 2–0) |     |                 |  |
| 1984. augusztus 7. 19:30 |                      |     |                 |  |

| 1984. augusztus 9. 13:30 | Ausztrália (AUS)     | 8–7 | Hollandia (NED) |  |
| 1984. augusztus 9. 13:30 | (2–1, 2–3, 1–1, 3–2) |     |                 |  |
| 1984. augusztus 9. 13:30 |                      |     |                 |  |

| 1984. augusztus 10. 8:30 | NSZK (FRG)           | 15–2 | Hollandia (NED) |  |
| 1984. augusztus 10. 8:30 | (5–1, 4–0, 2–1, 4–0) |      |                 |  |
| 1984. augusztus 10. 8:30 |                      |      |                 |  |

| Csapat          | Helyezés |
| --------------- | -------- |
| Hollandia (NED) | 6.       |